# Timo Groß
Timo Gross (* 1. März 1974) ist ein ehemaliger deutscher American-Football-Spieler.

## Laufbahn
Der aus Neumünster stammende Groß spielte ab 1996 für die Kiel Baltic Hurricanes in der Football-Bundesliga und gehörte als Wide Receiver und Punter bis 2014 zur Kieler Mannschaft. Unterbrochen wurde seine Kieler Zeit durch einen Wechsel zu den Hamburg Blue Devils, für die er in der Saison 2003 spielte und mit denen er die deutsche Meisterschaft gewann. 2010 wurde Groß mit Kiel ebenfalls deutscher Meister. Im September 2013 setzte er sich in der ewigen Punktliste der Hurricanes an die erste Stelle und überflügelte damit Marco Knorr. Im September 2014 wurde Groß wiederum von Julian Dohrendorf überholt. 2014 gewann Groß mit den Kielern die European Football League.
Mit der deutschen Nationalmannschaft nahm Groß 2003 an der Weltmeisterschaft teil.